# Pyrausta falcatalis
Pyrausta falcatalis is een vlinder van de familie van de grasmotten (Crambidae). De wetenschappelijke naam van deze soort is voor het eerst voorgesteld door Achille Guenée in een publicatie uit 1854.

## Verspreiding
De soort komt voor in delen van Midden- en Zuid-Europa (Duitsland, Zwitserland, Oostenrijk, Polen, Tsjechië, Slowakije, Hongarije, Frankrijk, Italië, Slovenië, Kroatië, Bosnië & Herzegovina, Noord-Macedonië, Roemenië, Bulgarije, Oekraïne, Europees-Rusland) en in Georgië en Turkije.

## Leefwijze
De rups leeft op Salvia glutinosa (Lamiaceae). Vanaf eind augustus zit deze in een buisvormig, witachtig spinsel tussen de stengels en voedt zich met de bloembladeren. De volgroeide larve overwintert in een lichtbruine cocon op de grond. De verpopping vindt plaats in het voorjaar.